# Bioradar
Bioradar ist eine Wortmarke der Bogoch Family LLC und ein spezieller Typ von Doppler-Radar, mit dem durch dicke Schichten (materialabhängig) langsame Bewegungen festgestellt werden können, etwa durch Atmung oder Herzschlag von Verschütteten oder versteckten Personen.

## Funktionsweise
Das Bioradar arbeitet im Vergleich zum klassischen Radar mit elektromagnetischen Wellen geringerer Frequenz und registriert kleinste Bewegungen, auch Herzschlag und Atmung. Bei den ersten Geräten aus dem Jahr 1999 dauerte ein Scanvorgang 36 Sekunden und deckte einen Winkel von 60° bei bis zu acht Meter Entfernung ab. Das System funktioniert z. B. auch durch Betonwände hindurch. Die neuartige Auswertung der Radarsignale wird durch eine Waveletanalyse ermöglicht und grafisch dargestellt.

## Anwendungen
Es wird zur Bergung unter Lawinen oder Trümmern verschütteter Menschen, als Spezialausrüstung der Polizei zur Bekämpfung der Schleuserkriminalität oder zum Auffinden von Menschen bei Razzien eingesetzt. Im Gegensatz zu Suchhunden kann das Bioradar auch zwischen lebendigen und kürzlich verstorbenen Lebewesen unterscheiden.

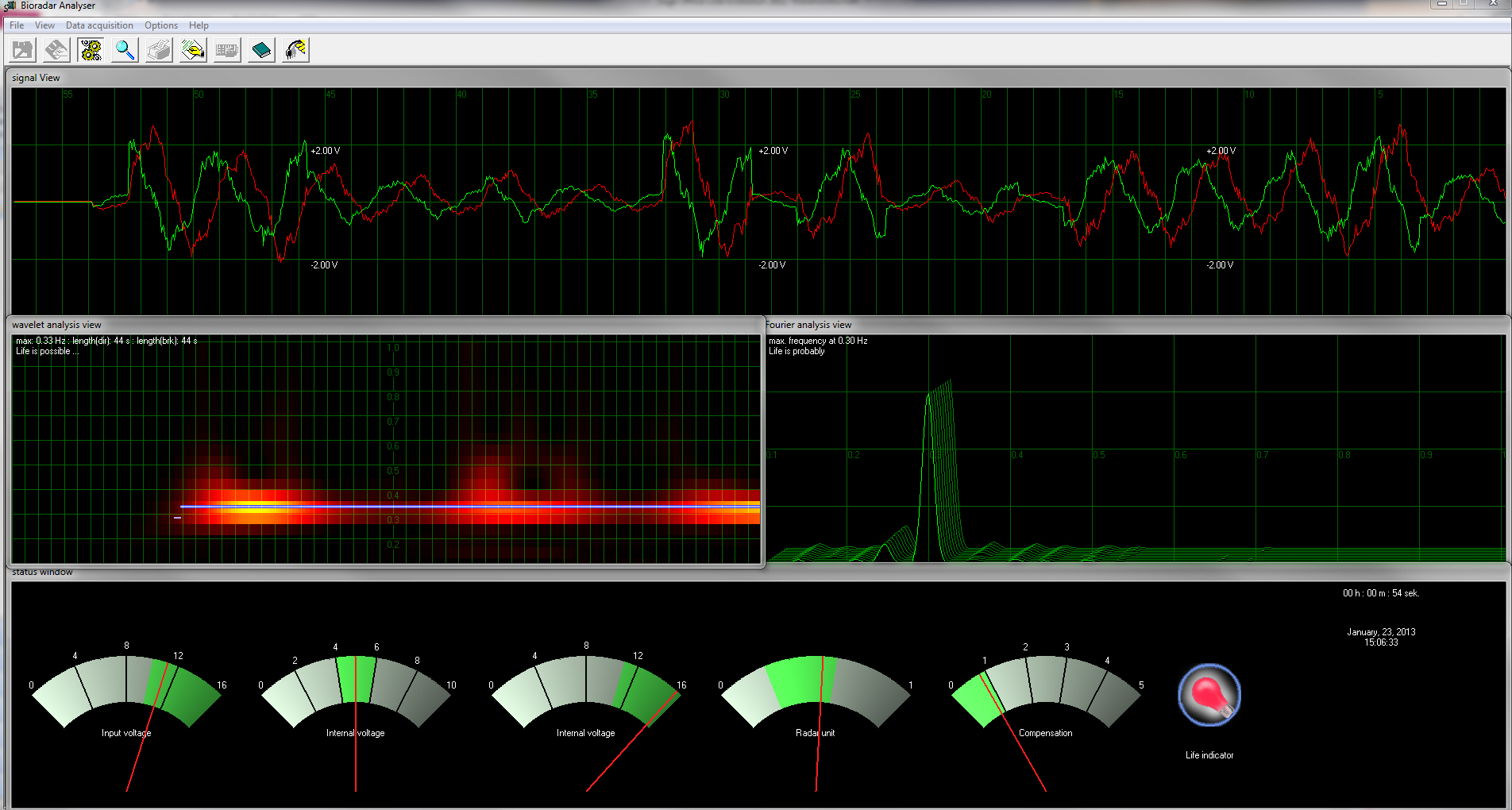

## Technische Details
Arbeitsfrequenz: 1299 MHz
HF-Leistung: < 2 mW
Modulation: keine (Dauerstrichradar)
Radar – Empfänger
Empfindlichkeit: -90 dBm (S/N = 10 dB)
Standardantenne: fest integriert im Radarteil
Abmessungen: 250 mm × 300 mm × 60 mm
Abstrahlrichtung:Senkrecht zur Fläche 250 × 300, kegelförmig
Öffnungswinkel: ca. 55°